# Szwecja na Zimowych Igrzyskach Olimpijskich 1948
Szwecję na Zimowych Igrzyskach Olimpijskich 1948 reprezentowało 43 zawodników: 42 mężczyzn i jedna kobieta. Był to piąty start reprezentacji Szwecji na zimowych igrzyskach olimpijskich. Reprezentacja Szwecja wraz z reprezentacją Norwegii zajęła pierwsze miejsce w klasyfikacji medalowej.

## Zdobyte medale
| Medal  | Zawodnik                                                     | Dyscyplina          | Konkurencja                 | Rezultat    |
| ------ | ------------------------------------------------------------ | ------------------- | --------------------------- | ----------- |
| Złoto  | Martin Lundström                                             | Biegi narciarskie   | bieg na 18 km mężczyzn      | 1:13:50,0 h |
| Złoto  | Nils Karlsson                                                | Biegi narciarskie   | bieg na 50 km mężczyzn      | 3:47:48,0 h |
| Złoto  | Nils Östensson, Nils Täpp, Gunnar Eriksson, Martin Lundström | Biegi narciarskie   | sztafeta 4 × 10 km mężczyzn | 2:32:08,0 h |
| Złoto  | Åke Seyffarth                                                | Łyżwiarstwo szybkie | bieg na 10 000 m mężczyzn   | 17:26,3 min |
| Srebro | Nils Östensson                                               | Biegi narciarskie   | bieg na 18 km mężczyzn      | 1:14:22,0 h |
| Srebro | Harald Ericson                                               | Biegi narciarskie   | bieg na 50 km mężczyzn      | 3:52:20,0 h |
| Srebro | Åke Seyffarth                                                | Łyżwiarstwo szybkie | bieg na 1500 m mężczyzn     | 2:18,1 min  |
| Brąz   | Gunnar Eriksson                                              | Biegi narciarskie   | bieg na 18 km mężczyzn      | 1:16:06,0 h |
| Brąz   | Sven Israelsson                                              | Kombinacja norweska | indywidualnie mężczyźni     | 433,40 pkt  |
| Brąz   | Göthe Hedlund                                                | Łyżwiarstwo szybkie | bieg na 5000 m mężczyzn     | 8:34,8 min  |

## SKład kadry

### Biegi narciarskie
Mężczyźni
| Zawodnik                                                  | Konkurencja        | czas                     | Pozycja                  |
| --------------------------------------------------------- | ------------------ | ------------------------ | ------------------------ |
| Martin Lundström                                          | Bieg na 18 km      | 1:13:50,0                | złoto                    |
| Nils Östensson                                            | Bieg na 18 km      | 1:14:22,0                | srebro                   |
| Gunnar Eriksson                                           | Bieg na 18 km      | 1:16:06,0                | brąz                     |
| Nils Karlsson                                             | Bieg na 18 km      | 1:16:54,0                | 5.                       |
| Sven Israelsson                                           | Bieg na 18 km      | 1:21:44,0                | 16.                      |
| Erik Elmsäter                                             | Bieg na 18 km      | 1:22:12,0                | 19.                      |
| Clas Haraldsson                                           | Bieg na 18 km      | 1:24:21,0                | 33.                      |
| Nils Karlsson                                             | Bieg na 50 km      | 3:47:48,0                | złoto                    |
| Harald Ericson                                            | Bieg na 50 km      | 3:52:20,0                | srebro                   |
| Anders Törnqvist                                          | Bieg na 50 km      | 3:58:20,0                | 5.                       |
| Arthur Herrdin                                            | Bieg na 50 km      | Nie ukończył konkurencji | Nie ukończył konkurencji |
| Nils Östensson Nils Täpp Gunnar Eriksson Martin Lundström | Sztafeta 4 × 10 km | 2:32:08,0                | złoto                    |

### Hokej na lodzie
Reprezentacja mężczyzn
| - Stig Emanuel Andersson - Åke Andersson - Stig Carlsson - Åke Ericson - Rolf Ericsson - Svante Granlund - Arne Johansson - Rune Johansson |  | - Gunnar Landelius - Klas Lindström - Lars Ljungman - Holger Nurmela - Bror Pettersson - Rolf Pettersson - Kurt Svanberg - Sven Thunman |

Reprezentacja Szwecji zajęła czwarte miejsce.

### Tabela końcowa
| Drużyna           | M | Mecze | Mecze | Mecze | Bramki | Bramki | Bramki | Pkt | Uwagi           |
| Drużyna           | M | W     | R     | P     | +      | -      | +/-    | Pkt | Uwagi           |
| ----------------- | - | ----- | ----- | ----- | ------ | ------ | ------ | --- | --------------- |
| Kanada            | 8 | 7     | 1     | 0     | 69     | 5      | +64    | 15  |                 |
| Czechosłowacja    | 8 | 7     | 1     | 0     | 80     | 18     | +62    | 15  |                 |
| Szwajcaria        | 8 | 6     | 0     | 2     | 67     | 21     | +46    | 12  |                 |
| Szwecja           | 8 | 4     | 0     | 4     | 55     | 28     | +27    | 8   |                 |
| Wielka Brytania   | 8 | 3     | 0     | 5     | 39     | 47     | -8     | 6   |                 |
| Polska            | 8 | 2     | 0     | 6     | 29     | 97     | -68    | 4   |                 |
| Austria           | 8 | 1     | 0     | 7     | 33     | 77     | -44    | 2   |                 |
| Włochy            | 8 | 0     | 0     | 8     | 24     | 156    | -132   | 0   |                 |
| Stany Zjednoczone | 8 | 5     | 0     | 3     | 86     | 33     | +53    | 10  | Dyskwalifikacja |

Wyniki
| 30 stycznia 1948 | Kanada | 3:1 | Szwecja |  |

|  |  |  |  |  |

| 31 stycznia 1948 | Czechosłowacja | 6:3 | Szwecja |  |

|  |  |  |  |  |

| 2 lutego 1948 | Szwecja | 7:1 | Austria |  |

|  |  |  |  |  |

| 3 lutego 1948 | Stany Zjednoczone | 5:2 | Szwecja |  |

|  |  |  |  |  |

| 5 lutego 1948 | Szwajcaria | 8:2 | Szwecja |  |

|  |  |  |  |  |

| 6 lutego 1948 | Szwecja | 4:3 | Wielka Brytania |  |

|  |  |  |  |  |

| 7 lutego 1948 | Szwecja | 23:0 | Włochy |  |

|  |  |  |  |  |

| 8 lutego 1948 | Szwecja | 13:2 | Polska |  |

|  |  |  |  |  |

### Kombinacja norweska
Mężczyźni
| Zawodnik        | Konkurencja   | Bieg narciarski | Bieg narciarski | Bieg narciarski | Skoki narciarskie | Skoki narciarskie | Skoki narciarskie | Skoki narciarskie | Łącznie | Pozycja |         |
| Zawodnik        | Konkurencja   | Czas biegu      | Pozycja         | Punkty          | Skok 1            | Skok 2            | Skok 3            | Punkty            | Łącznie | Pozycja | Pozycja |
| --------------- | ------------- | --------------- | --------------- | --------------- | ----------------- | ----------------- | ----------------- | ----------------- | ------- | ------- | ------- |
| Sven Israelsson | Indywidualnie | 1:21:44         | 4.              | 211,50          | 67,5              | 66,0              | 67,0              | 221,9             | 1.      | 433,40  | brąz    |
| Erik Elmsäter   | Indywidualnie | 1:22:12         | 6.              | 208,95          | 56,0              | 61,5              | 58,0              | 202,0             | 15.     | 410,95  | 9.      |
| Clas Haraldsson | Indywidualnie | 1:24:21         | 15.             | 197,35          | 63,5              | 66,0              | 66,0              | 213,4             | 4.      | 410,75  | 10.     |

### Łyżwiarstwo szybkie
Mężczyźni
| Zawodnik         | Konkurencja   | Konkurencja   | Konkurencja    | Konkurencja    | Konkurencja    | Konkurencja    | Konkurencja          | Konkurencja          |
| Zawodnik         | Bieg na 500 m | Bieg na 500 m | Bieg na 1500 m | Bieg na 1500 m | Bieg na 5000 m | Bieg na 5000 m | Bieg na 10 000 m     | Bieg na 10 000 m     |
| Zawodnik         | Czas          | Miejsce       | Czas           | Miejsce        | Czas           | Miejsce        | Czas                 | Miejsce              |
| ---------------- | ------------- | ------------- | -------------- | -------------- | -------------- | -------------- | -------------------- | -------------------- |
| Mats Bolmstedt   | 43,7          | 10.           | 2:22,8         | 17.            |                |                |                      |                      |
| Halle Janemar    | 44,0          | 11.           |                |                |                |                |                      |                      |
| Åke Seyffarth    | 44,0          | 11.           | 2:18,1         | srebro         | 8:37,9         | 7.             | 17:26,3              | złoto                |
| Göthe Hedlund    | 45,6          | 20.           | 2:20,7         | 8.             | 8:34,8         | brąz           | Nie ukończył wyścigu | Nie ukończył wyścigu |
| Harry Jansson    |               |               | 2:20,0         | 5.             | 8:34,9         | 4.             | 18:08,0              | 8.                   |
| Rune Hammarström |               |               |                |                | 8:53,8         | 16.            | 18:39,6              | 9.                   |

### Narciarstwo alpejskie
Mężczyźni
Zjazd
| Zawodnik       | Czas   | Miejsce |
| -------------- | ------ | ------- |
| Hans Hansson   | 3:05,0 | 10.     |
| Sixten Isberg  | 3:15,0 | 30.     |
| Åke Nilsson    | 3:22,2 | 38.     |
| Stig Sollander | 3:23,1 | 40.     |
| Olle Dalman    | 3:23,2 | 41.     |

Slalom specjalny
| Zawodnik      | Czas 1-go przejazdu      | Czas 2-go przejazdu      | Łączny czas              | Pozycja                  |
| ------------- | ------------------------ | ------------------------ | ------------------------ | ------------------------ |
| Olle Dalman   | 1:10,4                   | 1:03,2                   | 2:13,6                   | 5.                       |
| Sixten Isberg | 1:10,7                   | 1:06,5                   | 2:17,2                   | 10.                      |
| Hans Hansson  | 1:11,1                   | 1:07,2                   | 2:18,3                   | 11.                      |
| Åke Nilsson   | Nie ukończył konkurencji | Nie ukończył konkurencji | Nie ukończył konkurencji | Nie ukończył konkurencji |

Kombinacja
| Zawodnik       | Zjazd  | Zjazd   | Zjazd  | Slalom                   | Slalom                   | Slalom                   | Slalom                   | Łącznie                  | Łącznie                  |
| Zawodnik       | Czas   | Pozycja | Punkty | Czas 1-go przejazdu      | Czas 2-go przejazdu      | Pozycja                  | Punkty                   | Punkty                   | Pozycja                  |
| -------------- | ------ | ------- | ------ | ------------------------ | ------------------------ | ------------------------ | ------------------------ | ------------------------ | ------------------------ |
| Hans Hansson   | 3:05,0 | 6.      | 5,52   | 1:13,5                   | 1:10,0                   | 9.                       | 3,79                     | 9,31                     | 6.                       |
| Åke Nilsson    | 3:22,2 | 27.     | 15,11  | 1:15,3                   | 1:09,4                   | 10.                      | 4,32                     | 19,43                    | 19.                      |
| Stig Sollander | 3;23,1 | 29.     | 16,10  | Nie ukończył konkurencji | Nie ukończył konkurencji | Nie ukończył konkurencji | Nie ukończył konkurencji | Nie ukończył konkurencji | Nie ukończył konkurencji |
| Olle Dalman    | 3:23,2 | 30.     | 16,21  | Nie ukończył konkurencji | Nie ukończył konkurencji | Nie ukończył konkurencji | Nie ukończył konkurencji | Nie ukończył konkurencji | Nie ukończył konkurencji |

Kobiety
Zjazd
| Zawodniczka | Czas   | Miejsce |
| ----------- | ------ | ------- |
| May Nilsson | 2:39,1 | 18.     |

Slalom specjalny
| Zawodnik    | Czas 1-go przejazdu | Czas 2-go przejazdu | Łączny czas | Pozycja |
| ----------- | ------------------- | ------------------- | ----------- | ------- |
| May Nilsson | 1:12,2              | 57,5                | 2:09,7      | 10.     |

Kombinacja
| Zawodniczka | Zjazd  | Zjazd   | Zjazd  | Slalom              | Slalom              | Slalom  | Slalom | Łącznie | Łącznie |
| Zawodniczka | Czas   | Pozycja | Punkty | Czas 1-go przejazdu | Czas 2-go przejazdu | Pozycja | Punkty | Punkty  | Pozycja |
| ----------- | ------ | ------- | ------ | ------------------- | ------------------- | ------- | ------ | ------- | ------- |
| May Nilsson | 2:39,1 | 14.     | 6,78   | 1:05,3              | 1:05,3              | 9.      | 6,25   | 13,03   | 15.     |

### Skoki narciarskie
Mężczyźni
| Skoczek         | Skok 1                   | Skok 2    | Nota                     | Pozycja                  |
| Skoczek         | odległość                | odległość | Nota                     | Pozycja                  |
| --------------- | ------------------------ | --------- | ------------------------ | ------------------------ |
| Evert Karlsson  | 65,5                     | 68,0      | 212,2                    | 11.                      |
| Vilhelm Hellman | 57,5                     | 65,0      | 208,1                    | 14.                      |
| Nils Lundh      | 61,5 (upadek)            | 66,0      | 152,7                    | 40.                      |
| Erik Lindström  | nie ukończył konkurencji | -         | nie ukończył konkurencji | nie ukończył konkurencji |